# Omid Nouruzi
Omid Nouruzi (pers. ‏امید نوروزی‎, ur. 18 lutego 1986 w Sziraz) – irański zapaśnik w stylu klasycznym, mistrz olimpijski, mistrz świata.
Podczas mistrzostw świata w Stambule zdobył złoty medal w kategorii do 60 kilogramów. W finale pokonał Ałmata Kebispajewa. Na igrzyskach olimpijskich w Londynie został mistrzem olimpijskim, w kategorii 60 kg, wygrywając w finale z Gruzinem Rewazem Laszchim. Cztery lata później w Rio de Janeiro 2016 ukończył zawody na dziesiątym miejscu w kategorii 66 kg.
Złoty medalista igrzysk azjatyckich w Kantonie w 2010. Brązowy medalista igrzysk wojskowych w 2015. Pierwszy w Pucharze Świata w 2010, 2012, 2014 i 2016; czwarty w 2011 roku.